# إدوين دبليو. هيغينز
إدوين دبليو. هيغينز (بالإنجليزية: Edwin W. Higgins) هو محامي وسياسي أمريكي، ولد في 2 يوليو 1874 في الولايات المتحدة، وتوفي في 24 سبتمبر 1954 في الولايات المتحدة. حزبياً، نشط في الحزب الجمهوري. وقد انتخب عضو مجلس النواب الأمريكي.